# ویلامار
ویلامار (به ایتالیایی: Villamar) یک کومونه در ایتالیا است که در استان مدیو کامپیدانو واقع شده‌است. ویلامار ۳۸٫۶ کیلومتر مربع مساحت و ۲٬۸۸۰ نفر جمعیت دارد.